# Calomys callidus
Calomys callidus é uma espécie de roedor da família Cricetidae. Pode ser encontrada na Argentina, Paraguai e Brasil.